# Шершень
Ше́ршень (Vespa) — рід суспільних жалючих перетинчастокрилих комах надродини справжніх ос та підродини паперових ос.
Рід нараховує 23 види, розповсюджені здебільшого в Південно-Східній Азії: Китаї, В'єтнамі, Таїланді, Індонезії, а також у Східній Індії. Найбільш відомий шершень звичайний (Vespa crabro), довжиною близько 20-30 мм, розповсюджений в Україні, в усій Європі, в Північно-Східній Азії.
Справжні шершні складають рід Vespa, і відрізняються від інших представників осиної родини шириною верхівки голови (частиною голови позаду очей), яка у шершнів є пропорційно більшою. Крім того, шершні відрізняються і округленим черевцем спереду (черевною порожниною в задній частині талії). У спокої передні крила складаються уздовж спини.
Як і інші представники родини, шершні будують великі паперові гнізда, що налічують у деяких видів до 10 ярусів стільників. На відміну від інших ос, матеріал для споруди шершні збирають з гнилих пеньків і гілочок беріз, тому їхні гнізда не сірого, а бурого кольору. Гніздяться в дуплах, на горищах, у тропіках гнізда підвішують до гілок дерев. Для живлення личинок ловлять мух, бджіл, нерідко атакують ос, дрібніших за розміром. Дорослі комахи живляться речовинами, що містять велику кількість цукру (сік фруктів, виділення попелиць, нектар і т. п.).
На осах виду Vespa analis паразитують представники родини Stylopidae із ряду віялокрилих (Strepsiptera).

## Розповсюдження

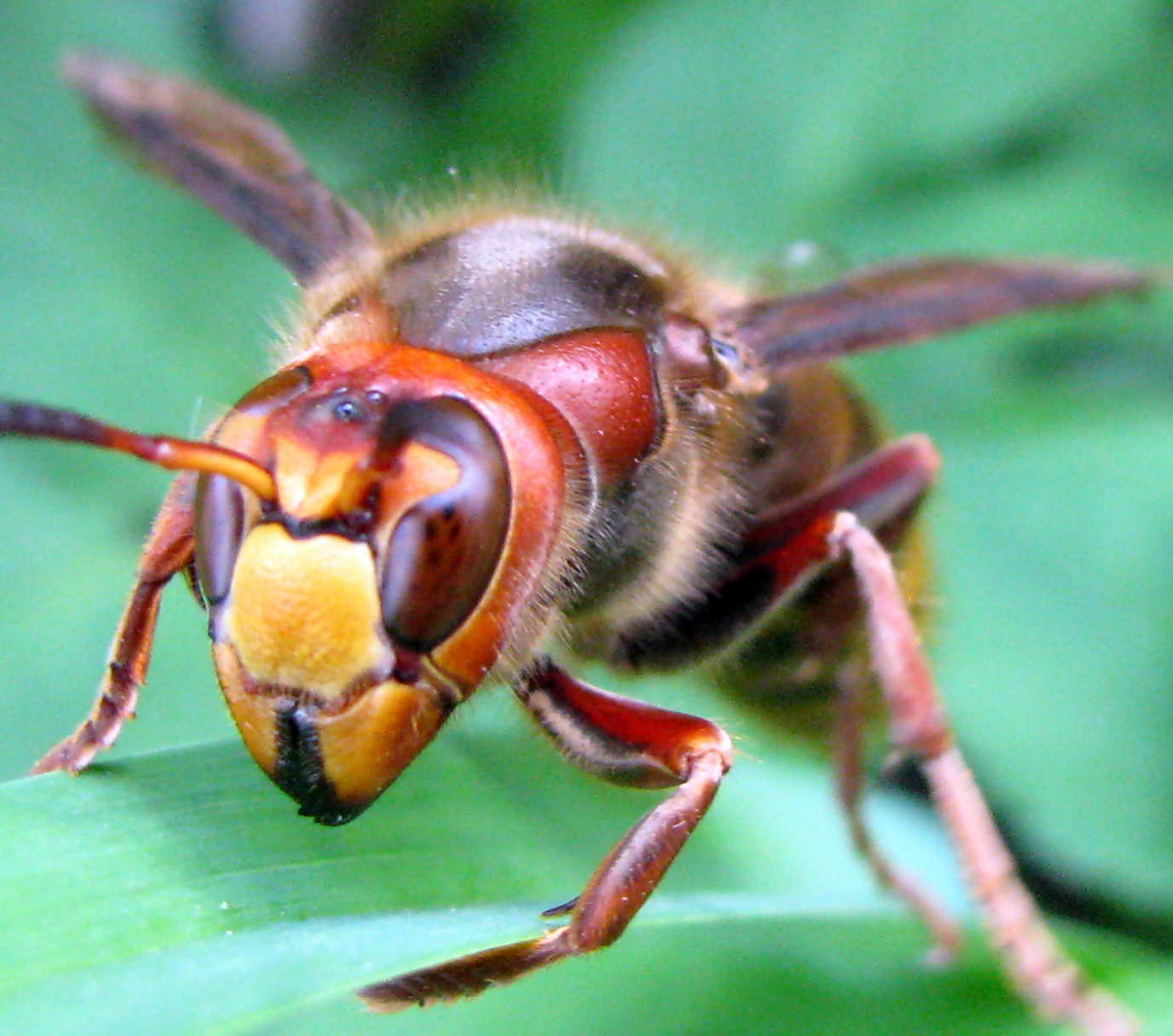
Шершень, село Горбаків

Шершні мешкають переважно в Північній півкулі. Найбільш відомий шершень звичайний (Vespa crabro), поширений в Європі (за винятком територій, що лежать на північ від 63-й паралелі). Це єдиний вид, що живе в Північній Америці, в Україні і в європейській частині Російської федерації (крім віддалених районів Крайньої Півночі). На сході ареал проживання даного виду простягається на Урал і до Сибіру (виявлений в околицях Ханти-Мансійська). У певних областях знаходиться під загрозою зникнення і потребує охорони. У Північну Америку європейський шершень звичайний був ввезений випадково в середині XIX століття, де і мешкає до сьогодні приблизно в тих же широтах, що і в Європі, але в західній частині Північної Америки ніколи не зустрічався. В Азії європейський шершень водиться в Південному Сибіру, а також у північній і східній частинах Китаю.
Гігантський азійський шершень (Vespa mandarinia) живе в Приморському краї, Китаї, Кореї, Тайвані, Камбоджі, Лаосі, Таїланді, В'єтнамі, Індокитаї, Індії, Непалі, на Шрі-Ланці, але найбільш поширений у горах Японії, де він відомий як величезний «горобець-бджола» (судзумебаті). Крім того, величезний азійський шершень зустрічається у напівсухих субтропічних районах Азії (Іран, Туреччина, Афганістан, Оман, Пакистан, Туркменістан, Узбекистан, Таджикистан), Південної Європи (Італія, Мальта, Албанія, Румунія, Греція, Болгарія, Кіпр), в Північній Африці (Алжир, Лівія, Єгипет, Судан, Еритрея, Сомалі), по берегах Аденської затоки і на Близькому Сході. А ще це єдиний вид, представлений на Мадагаскарі.
По всій тропічній Азії, а також у ряді країн Європи зустрічаються азійські шершні (Vespa velutina), що будують гнізда відкрито на гілках дерев і полюють на медоносних бджіл. Азійські шершні були завезені до Європи з Китаю разом із вантажем китайської кераміки у 2004 році, після чого вони швидко поширилися континентом і тепер зустрічаються у Франції, Іспанії, Португалії, Італії, Великій Британії, Німеччині, Бельгії й інших країнах. У жовтні 2023 року їх уперше виявили у Чехії. Ці комахи — інвазивний вид для європейського регіону, тобто його поширення загрожує біологічному різноманіттю.

## Ужалення шершня

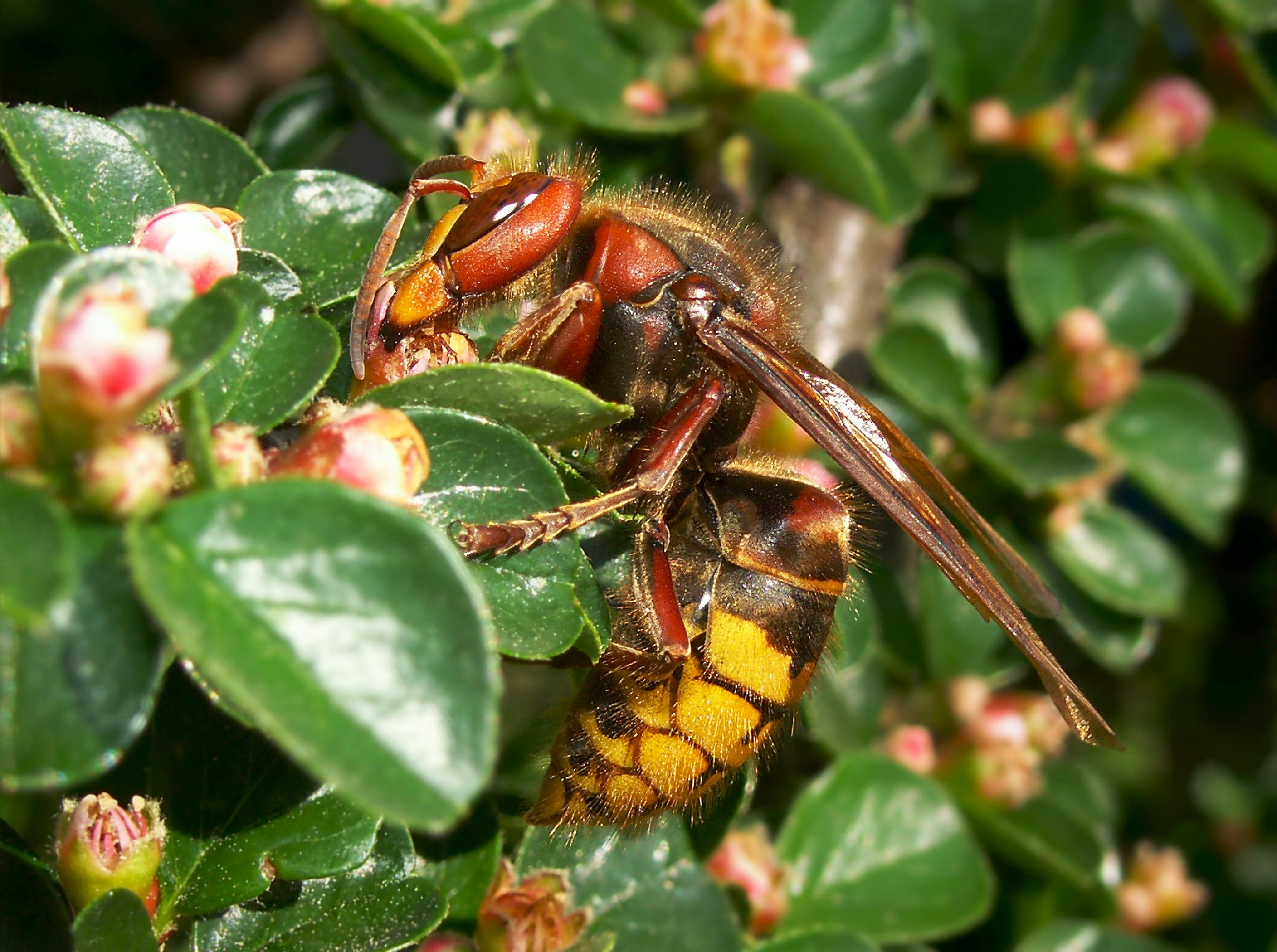
Шершні полюбляють солодке

Наслідки ужалення шершня залежать від реакції організму та можуть бути різними. Отрута звичайних шершнів менш токсична, ніж бджолина, жало після ужалення не залишається в рані, але шершень може ужалити кілька разів поспіль. Велика кількість отрути шершня викликає досить серйозне запалення. За високої індивідуальної чутливості (алергії) наслідки можуть бути важчими, а за великої кількості ужалень, можливий летальний кінець.
Якщо біля гнізда було убито шершня, він може вивільняти феромони, які здатні спонукати до агресії інших шершнів. Якщо людина торкалася до вбитої комахи, ці феромони можуть потрапити на одяг та шкіру людини і спровокувати агресію, так само як і певні харчові ароматизатори, такі як бананові та яблучні, й аромати, що містять С5-спирти і складні ефіри С10.
Шершні дуже полюбляють їсти перестиглі фрукти і можуть задля цього повністю в них занурюватися. Якщо випадково зірвати цей фрукт і потурбувати комаху, можна наразитися на ужалення.

## Види
- Vespa affinis
- Vespa analis
- Vespa auraria
- Vespa basalis
- Vespa bellicosa
- Vespa bicincta
- Vespa bicolor
- Vespa binghami
- Vespa crabro
- †Vespa dasypodia
- Vespa ducalis
- Vespa dybowskii
- Vespa fervida
- Vespa fumida
- Vespa luctuosa
- Vespa mandarinia
- Vespa mocsaryana
- Vespa multimaculata
- Vespa orientalis
- Vespa philippinensis
- Vespa simillima
- Vespa soror
- Vespa tropica
- Vespa velutina
- Vespa vivax